# Episodi di Mork & Mindy (seconda stagione)
La seconda stagione della serie televisiva Mork & Mindy andò in onda in prima visione originale dal 1979 al 1980.
| nº | Titolo originale                 | Titolo italiano                                            | Prima TV USA      | Prima TV Italia |
| -- | -------------------------------- | ---------------------------------------------------------- | ----------------- | --------------- |
| 1  | Mork in Wonderland: Part 1       | Mork nel Paese delle Meraviglie – parte 1                  | 16 settembre 1979 |                 |
| 2  | Mork in Wonderland: Part 2       | Mork nel Paese delle Meraviglie – parte 2                  | 16 settembre 1979 |                 |
| 3  | Stark Raving Mork                | Stark raving Mork                                          | 23 settembre 1979 |                 |
| 4  | Mork's Baby Blues                | Mork aspetta un bambino                                    | 30 settembre 1979 |                 |
| 5  | Dr. Morkenstein                  | Dottor Morkenstein                                         | 7 ottobre 1979    |                 |
| 6  | Mork vs. Mindy                   | Mork contro Mindy                                          | 14 ottobre 1979   |                 |
| 7  | Mork Gets Mindy-itis             | Mork prende la Mindite                                     | 21 ottobre 1979   |                 |
| 8  | A Morkville Horror               | Terrore a Morkville                                        | 28 ottobre 1979   |                 |
| 9  | Mork's Health Hints              | I salutari consigli di Mork                                | 4 novembre 1979   |                 |
| 10 | Dial 'N' for Nelson              | Una bomba per Nelson                                       | 11 novembre 1979  |                 |
| 11 | Mork vs. the Necrotons: Part 1   | Mork contro i Necrotoni – parte 1                          | 18 novembre 1979  |                 |
| 12 | Mork vs. the Necrotons: Part 2   | Mork contro i Necrotoni – parte 2                          | 18 novembre 1979  |                 |
| 13 | Hold That Mork                   | Mork in gonnella                                           | 25 novembre 1979  |                 |
| 14 | The Exidor Affair                | Il fidanzamento di Exidor                                  | 2 dicembre 1979   |                 |
| 15 | The Mork Syndrome                | Mork e l'incidente nucleare                                | 9 dicembre 1979   |                 |
| 16 | Exidor's Wedding                 | Il matrimonio di Exidor                                    | 16 dicembre 1979  |                 |
| 17 | A Mommy for Mindy                | Una mamma per Mindy                                        | 3 gennaio 1980    |                 |
| 18 | The Night They Raided Mind-ski's | Irruzione in casa Mindsky                                  | 10 gennaio 1980   |                 |
| 19 | Mork Learns to See               | Mork impara a vedere                                       | 17 gennaio 1980   |                 |
| 20 | Mork's Vacation                  | La vacanza di Mork                                         | 24 gennaio 1980   |                 |
| 21 | Jeanie Loves Mork                | Janie s'innamora di Mork                                   | 31 gennaio 1980   |                 |
| 22 | Little Orphan Morkie             | Mork viene adottato                                        | 7 febbraio 1980   |                 |
| 23 | Looney tunes and Morkie melodies | Looney tunes and Morkie melodies (Mai trasmessa in Italia) | 14 febbraio 1980  |                 |
| 24 | Clerical Error                   | L'abito non fa il Morknaco                                 | 28 febbraio 1980  |                 |
| 25 | Invasion of the Mork Snatchers   | L'invasione degli ultramorki!                              | 20 marzo 1980     |                 |
| 26 | The Way Mork Were                | The Way Mork Were (Mai trasmessa in Italia)                | 1º maggio 1980    |                 |